# Valonský šíp 2022
86. ročník jednodenního cyklistického závodu Valonský šíp se konal 20. dubna 2022 ve valonské provincii Lutych v Belgii. Vítězem se stal Belgičan Dylan Teuns z týmu Team Bahrain Victorious. Na druhém a třetím místě se umístili Španěl Alejandro Valverde (Movistar Team) a Rus Alexandr Vlasov (Bora–Hansgrohe). Závod byl součástí UCI World Tour 2022 na úrovni 1.UWT a byl šestnáctým závodem tohoto seriálu.

## Týmy
Závodu se zúčastnilo všech 18 UCI WorldTeamů a 7 UCI ProTeamů. Alpecin–Fenix a Arkéa–Samsic dostaly automatické pozvánky jako nejlepší UCI ProTeamy sezóny 2021, třetí nejlepší UCI ProTeam sezóny 2021, Team TotalEnergies, pak dostal také automatickou pozvánku. Další 4 UCI ProTeamy (B&B Hotels–KTM, Bingoal Pauwels Sauces WB, Sport Vlaanderen–Baloise a Uno-X Pro Cycling Team) byly vybrány organizátory závodu, Amaury Sport Organisation. Každý tým přijel se sedmi závodníky, bez dvou nestartujících závodníků se tak na start postavilo 173 jezdců. Do cíle na Mur de Huy dojelo 140 z nich.
UCI WorldTeamy
- AG2R Citroën Team
- Astana Qazaqstan Team
- Bora–Hansgrohe
- Cofidis
- EF Education–EasyPost
- Groupama–FDJ
- Ineos Grenadiers
- Intermarché–Wanty–Gobert Matériaux
- Israel–Premier Tech
- Lotto–Soudal
- Movistar Team
- Quick-Step–Alpha Vinyl
- Team Bahrain Victorious
- Team BikeExchange–Jayco
- Team DSM
- Team Jumbo–Visma
- Trek–Segafredo
- UAE Team Emirates

UCI ProTeamy
- Alpecin–Fenix
- Arkéa–Samsic
- B&B Hotels–KTM
- Bingoal Pauwels Sauces WB
- Sport Vlaanderen–Baloise
- Team TotalEnergies
- Uno-X Pro Cycling Team

## Výsledky
| Pořadí | Jezdec                   | Tým                     | Čas        |
| ------ | ------------------------ | ----------------------- | ---------- |
| 1      | Dylan Teuns (BEL)        | Team Bahrain Victorious | 4h 42' 12" |
| 2      | Alejandro Valverde (ESP) | Movistar Team           | + 2"       |
| 3      | Aleksandr Vlasov         | Bora–Hansgrohe          | + 2"       |
| 4      | Julian Alaphilippe (FRA) | Quick-Step–Alpha Vinyl  | + 5"       |
| 5      | Daniel Martínez (COL)    | Ineos Grenadiers        | + 7"       |
| 6      | Michael Woods (CAN)      | Israel–Premier Tech     | + 7"       |
| 7      | Ruben Guerreiro (POR)    | EF Education–EasyPost   | + 7"       |
| 8      | Rudy Molard (FRA)        | Groupama–FDJ            | + 7"       |
| 9      | Warren Barguil (FRA)     | Arkéa–Samsic            | + 7"       |
| 10     | Alexis Vuillermoz (FRA)  | Team TotalEnergies      | + 7"       |